# Anne Hommel
Pour les articles homonymes, voir Hommel.
Anne Hommel (née en 1967) est une conseillère en communication française.

## Biographie

### Parcours
Fille d'un peintre et d'une traductrice allemande devenue psychanalyste, Anne Hommel naît à Paris le 26 septembre 1967. Sa sœur est psychiatre. Elle fait des études, écourtées, de langues étrangères appliquées, puis devient la collaboratrice parlementaire de Jean-Christophe Cambadélis (1988-2001).
Elle travaille pour Dominique Strauss-Kahn au Fonds monétaire international, et pour Euro RSCG, désormais Havas Worldwide.
En 2012, elle crée sa propre société, Majorelle, spécialisée dans la communication de crise, et dans laquelle prennent des parts Matthieu Pigasse ou Anne Sinclair. 
Elle a pour clients Jérôme Cahuzac, ou Charlie Hebdo, ou encore Jacques Santoni, Roman Polanski et Ary Abittan. 
En 2016, elle s'associe avec Sacha Mandel.

### Polémique
En avril 2025, le média L'Informé publie des accusations portées par une vingtaine de collaborateurs, au sujet des conditions de travail au sein de l’agence Majorelle. Ces anciens employés dénoncent un environnement de travail marqué par un management jugé « brutal et toxique », et rapportent des épisodes d'insultes et d'humiliations régulières.

### Vie privée
Séparée de Christophe Borgel, elle a été en couple avec François Kalfon et Jean-Francois Achilli.
Elle est mère de deux filles.